# 北京冬奥会、冬残奥会总结表彰大会
2022年4月8日，中国共产党中央委员会、中华人民共和国国务院在北京人民大会堂举行北京冬奥会、冬残奥会总结表彰大会。中共中央总书记、国家主席、中央军委主席习近平在大会上发表讲话，并授予148个集体和147位个人、追授1位个人突出贡献称号。

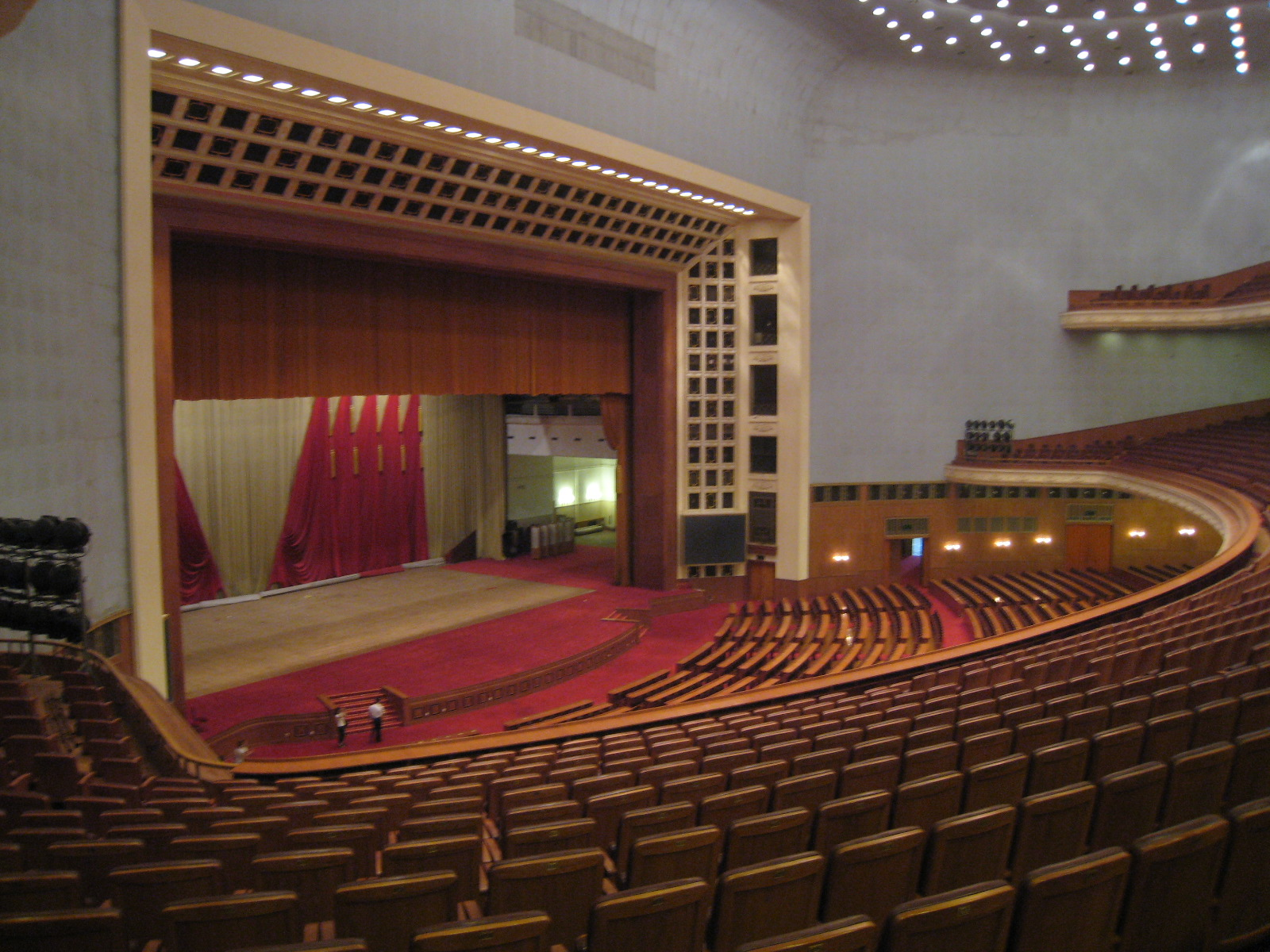
颁奖典礼于人民大会堂中举行

## 北京冬奥会、冬残奥会突出贡献集体（共148个）
- 中共北京市委办公厅活动处
- 中共北京市委宣传部办公室
- 中共北京市委教育工作委员会宣教处
- 中共北京市委网络安全和信息化委员会办公室网络安全协调处
- 北京市人大常委会机关冬奥村保障专班
- 北京市文化和旅游局市场管理二处
- 北京市园林绿化局城镇绿化处
- 北京市疾病预防控制中心
- 北京广播电视台卫视频道中心
- 冬奥北京市朝阳区运行保障指挥部
- 中共北京市朝阳区委统战部
- 北京市公安局朝阳分局
- 北京市朝阳区卫生健康委员会
- 冬奥北京市海淀区运行保障指挥部
- 冬奥北京市石景山区运行保障指挥部
- 北京市顺义区卫生健康委员会
- 冬奥北京市延庆区运行保障指挥部
- 北京市延庆区消防救援支队
- 北京首汽（集团）股份有限公司
- 国家体育场有限责任公司
- 中共张家口市崇礼区委
- 北京大学第三医院崇礼院区
- 张家口市冬奥会城市运行和环境建设管理指挥部
- 中共张家口市委组织部
- 张家口市公安局
- 张家口市卫生健康委员会
- 张家口市城市管理综合行政执法局
- 国网冀北电力有限公司张家口供电公司
- 中共河北省委宣传部
- 河北省冬奥会工作领导小组办公室
- 河北省发展和改革委员会
- 冬奥河北安保指挥中心
- 河北省交通运输厅
- 河北省文化和旅游厅
- 河北省体育局
- 中共北京市委组织部干部调配处
- 北京市人民政府办公厅值班室
- 北京市委外办市政府外办
- 北京市民族宗教事务委员会
- 北京市城市管理委员会
- 北京市卫生健康委员会
- 北京市商务局
- 北京市重大项目建设指挥部办公室
- 共青团北京市委员会
- 北京市朝阳区纪委区监委
- 北京市公安局延庆分局
- 首钢集团有限公司
- 北京公共交通控股（集团）有限公司
- 北京控股集团有限公司
- 北京环境卫生工程集团有限公司
- 北京歌华文化发展集团有限公司
- 北京新华联丽景湾酒店有限公司
- 共青团河北省委员会
- 张家口兴垣投资发展集团有限公司
- 北京冬奥会网络安全工作协调小组综合组
- 北京冬奥会无线电管理协调小组办公室
- 北京冬奥会教育培训工作协调小组办公室
- 北京冬奥会和冬残奥会运行指挥部调度中心
- 奥运村运行保障组延庆村保障专班
- 北京冬奥组委秘书行政部
- 北京冬奥组委总体策划部
- 北京冬奥组委对外联络部
- 北京冬奥组委体育部
- 北京冬奥组委规划建设部
- 北京冬奥组委市场开发部
- 北京冬奥组委人力资源部（中共北京冬奥组委机关委员会）
- 北京冬奥组委监察审计部
- 北京冬奥组委财务部
- 北京冬奥组委运动会服务部
- 北京冬奥组委场馆管理部
- 北京冬奥组委交通部
- 北京冬奥组委开闭幕式工作部 国家体育场运行团队
- 国家游泳中心场馆运行团队
- 国家体育馆场馆运行团队
- 五棵松体育中心场馆运行团队
- 国家速滑馆场馆运行团队
- 首钢滑雪大跳台场馆运行团队
- 首都体育馆场馆群运行团队
- 北京冬奥村（冬残奥村）运行团队
- 主媒体中心运行团队
- 奥林匹克大家庭酒店（残奥大家庭酒店）运行团队
- 技术运行中心运行团队
- 主物流中心运行团队
- 北京颁奖广场（延庆残奥颁奖广场）运行团队
- 火炬传递专项团队
- 制服和注册中心运行团队
- 北京冬奥会兴奋剂检测中心运行团队
- 北京奥林匹克公园公共区运行团队
- 冬奥电力运行中心运行团队
- 延庆场馆群运行团队
- 延庆冬奥村（冬残奥村）运行团队
- 延庆制服和注册分中心运行团队
- 张家口云顶滑雪公园场馆群运行团队
- 张家口古杨树场馆群运行团队
- 张家口冬奥村（冬残奥村）运行团队
- 张家口颁奖广场运行团队
- 张家口制服和注册分中心运行团队
- 北京冬奥会和冬残奥会住宿设施团队
- 北京大学冬奥志愿服务团队
- 清华大学冬奥志愿服务团队
- 北京体育大学冬奥志愿服务团队
- 河北师范大学冬奥志愿服务团队
- 中央纪委国家监委党风政风监督室
- 中共中央组织部干部三局
- 中共中央宣传部新闻局
- 中央机构编制委员会办公室四局
- 外交部国际司
- 中国21世纪议程管理中心
- 文化和旅游部新闻中心
- 审计署固定资产投资审计司
- 北京海关冬奥会、冬残奥会服务保障工作组
- 北京2022年冬奥会和冬残奥会气象中心
- 中央广播电视总台技术局
- 中央广播电视总台体育青少节目中心
- 中国民用航空局运输司
- 北京大学第三医院
- 清华大学美术学院
- 中国运载火箭技术研究院
- 中国石化上海石油化工股份有限公司
- 国网北京市电力公司
- 中国联通冬奥会领导小组办公室
- 中国铁路北京局集团有限公司
- 首都机场集团有限公司
- 中央军委联合作战指挥中心某值勤组
- 国家自由式滑雪空中技巧队
- 国家钢架雪车队
- 国家高山滑雪队
- 国家体育总局对外联络司
- 国家体育总局冬季运动管理中心
- 中国航天科技集团有限公司第一研究院第七〇三研究所
- 北京兴奋剂检测实验室
- 北京市石景山区卫生健康委员会
- 北京德尔康尼骨科医院有限公司
- 河北省涞源县教育和体育局
- 沈阳体育学院附属竞技体育学校
- 吉林省吉林市冰上运动中心（吉林北山四季越野滑雪场）
- 黑龙江省冬季运动与后备人才管理中心
- 四川省成都市体育局
- 新疆维吾尔自治区阿勒泰地区文化体育广播电视和旅游局
- 国家轮椅冰壶队
- 国家残奥冰球队
- 中国残疾人体育运动管理中心
- 中国残疾人特殊艺术指导中心（中国残疾人艺术团）
- 北京市残疾人联合会
- 河北省残疾人联合会
- 黑龙江省残疾人联合会
- 哈尔滨体育学院
- 北京市射击运动技术学校

## 北京冬奥会、冬残奥会突出贡献个人（共148名）
| 姓名            | 性别 | 民族       | 职务 |
| --------------- | ---- | ---------- | --- |
| 马轩            | 男   | 汉族       | 张家口云顶滑雪公园场馆群运行秘书长                                                                         |
| 马培欣          | 男   | 回族       | 张家口市崇礼区人民政府副区长，张家口市公安局崇礼分局党委书记、局长，四级高级警长                           |
| 王玄            | 男   | 汉族       | 北京冬奥会冰球项目备战工作领导小组组长，国家体育总局篮球运动管理中心主任                                   |
| 王宁            | 女   | 汉族       | 国家体育场运行团队副秘书长兼场馆运行中心经理                                                               |
| 王江            | 男   | 汉族       | 北京冬奥组委交通部场站运维和后勤保障处处长                                                                 |
| 王军            | 男   | 汉族       | 国家体育场运行团队演出仪式副主任                                                                           |
| 王钊            | 女   | 汉族       | 北京冬奥会和冬残奥会运行指挥部竞赛指挥组前方工作组竞赛业务副经理                                           |
| 王博            | 男   | 汉族       | 北京市市场监督管理局食品药品安全协调处一级主任科员                                                         |
| 王强            | 男   | 汉族       | 国家越野滑雪队运动员                                                                                       |
| 王天满          | 男   | 汉族       | 张家口市疾控中心主任、主任医师                                                                             |
| 王全意          | 男   | 汉族       | 北京冬奥组委运动会服务部公共卫生处副处长                                                                   |
| 王劲松          | 男   | 汉族       | 北京冬奥组委技术部信息系统处项目工程师                                                                     |
| 王泽伟          | 男   | 满族       | 北京城市排水集团有限责任公司第三管网运营分公司下水道养护工                                                 |
| 王雪娇          | 女   | 汉族       | 北京冬奥组委总体策划部研究室项目助理                                                                       |
| 王晨阳          | 男   | 汉族       | 国家残奥越野滑雪和冬季两项队运动员                                                                         |
| 王紫儒          | 女   | 汉族       | 北京冬奥组委注册中心规划运行处干事                                                                         |
| 王赣生          | 男   | 汉族       | 首都体育馆场馆群运行团队中方浇冰车司机主管                                                                 |
| 毛忠武          | 男   | 汉族       | 国家残奥越野滑雪和冬季两项队运动员                                                                         |
| 孔宪菲          | 男   | 汉族       | 火炬传递专项团队传递运行组传递运行经理                                                                     |
| 邓小丽          | 女   | 汉族       | 北京冬奥组委对外联络部协调处项目专家                                                                       |
| 邓小岚          | 女   | 汉族       | 马兰花儿童声合唱团领队                                                                                     |
| 史京京          | 男   | 汉族       | 北京市公安局公安交通管理局朝阳交通支队勤务指挥科科长、警务技术一级主管                                     |
| 付雅萍          | 女   | 汉族       | 张家口市第七中学副校长                                                                                     |
| 冯小明          | 男   | 汉族       | 北京市海淀区体育局全民健身科学指导中心副主任                                                               |
| 冯益为          | 男   | 汉族       | 燕山大学学生，国家冬季两项中心志愿者                                                                       |
| 宁晓东          | 男   | 汉族       | 张家口市交通运输局后勤服务中心科员、工程师                                                                 |
| 司俊            | 男   | 汉族       | 奥林匹克大家庭酒店（残奥大家庭酒店）场馆运行秘书长                                                         |
| 曲春雨          | 女   | 汉族       | 国家短道速滑队运动员                                                                                       |
| 吕超            | 男   | 汉族       | 北京冬奥组委人力资源部任免处主管                                                                           |
| 吕立鑫          | 男   | 满族       | 国家高山滑雪中心场馆通信分中心经理                                                                         |
| 吕春凯          | 男   | 汉族       | 公安部特勤局外宾警卫总队一支队三级警长                                                                     |
| 朱德文          | 男   | 汉族       | 国家残奥越野滑雪和冬季两项队教练                                                                           |
| 任子威          | 男   | 汉族       | 国家短道速滑队运动员                                                                                       |
| 刘威            | 男   | 汉族       | 北京冬奥组委票务中心票务运行管理处负责人                                                                   |
| 刘辉            | 男   | 汉族       | 国家游泳中心场馆服务副主任兼运行秘书长                                                                     |
| 刘广彬          | 男   | 汉族       | 国家速度滑冰队教练                                                                                         |
| 刘和庆          | 男   | 汉族       | 北京市热力集团有限责任公司朝阳第一分公司副总经理                                                           |
| 刘艳欣          | 男   | 汉族       | 北京冬奥组委张家口运行中心策划和宣传文化处处长                                                             |
| 刘海春          | 男   | 汉族       | 张家口市传染病医院副院长、副主任医师                                                                       |
| 刘梦涛          | 男   | 汉族       | 国家残奥越野滑雪和冬季两项队运动员                                                                         |
| 刘臻臻          | 男   | 汉族       | 张家口古杨树场馆群安保副经理兼国家跳台滑雪中心安保经理                                                     |
| 齐靓            | 男   | 汉族       | 国家体育馆场馆运行秘书长                                                                                   |
| 齐士明          | 男   | 汉族       | 北京冬奥会和冬残奥会运行指挥部医疗防疫组综合协调组、医疗救治与定点医院保障组经理                           |
| 齊廣璞          | 男   | 汉族       | 国家自由式滑雪空中技巧队运动员                                                                             |
| 依拉木江·木拉吉 | 男   | 维吾尔族   | 国家越野滑雪队教练                                                                                         |
| 闫文港          | 男   | 汉族       | 国家钢架雪车队运动员                                                                                       |
| 闫利艳          | 女   | 汉族       | 张家口市人民政府副市长                                                                                     |
| 许建勋          | 男   | 汉族       | 武警北京总队参谋部作战勤务处处长                                                                           |
| 许载舟          | 男   | 汉族       | 北京市劳动人民文化宫办公室副主任                                                                           |
| 许海媚          | 女   | 汉族       | 河北工业大学教师、副教授                                                                                   |
| 纪冬            | 男   | 汉族       | 国家自由式滑雪空中技巧队教练                                                                               |
| 纪立家          | 男   | 汉族       | 国家残奥单板滑雪队运动员                                                                                   |
| 芮勇强          | 男   | 汉族       | 张家口市公共交通集团有限公司营运总监                                                                       |
| 严晗            | 男   | 汉族       | 延庆冬奥村（冬残奥村）场馆运行秘书长                                                                       |
| 苏翊鸣          | 男   | 汉族       | 国家单板滑雪大跳台及坡面障碍技巧队运动员                                                                   |
| 李刚            | 男   | 汉族       | 北京首钢园区综合服务有限公司冬奥物业事业部副部长                                                           |
| 李进            | 男   | 汉族       | 主物流中心场馆运行秘书长                                                                                   |
| 李超            | 男   | 汉族       | 北京市怀柔区疾病预防控制中心副主任、主管医师                                                               |
| 李静            | 女   | 汉族       | 北京市延庆区博物馆（北京市延庆区文物管理所）馆长                                                           |
| 李广滨          | 男   | 汉族       | 河北建筑工程学院学生，张家口市冬奥指挥部志愿者                                                             |
| 李文龙          | 男   | 满族       | 国家短道速滑队运动员                                                                                       |
| 李求斌          | 男   | 汉族       | 北京冬奥组委物流部物资处项目专家                                                                           |
| 李振龙          | 男   | 汉族       | 张家口古杨树场馆群设施副经理兼国家越野滑雪中心设施经理                                                     |
| 李晓霖          | 男   | 汉族       | 主媒体中心场馆后勤副主任                                                                                   |
| 李海涛          | 男   | 汉族       | 北京航空航天大学学生，国家高山滑雪中心志愿者                                                               |
| 李博雅          | 女   | 汉族       | 国家雪车队领队                                                                                             |
| 杨松            | 男   | 汉族       | 首都医科大学附属北京地坛医院肝病三科副主任、主任医师                                                       |
| 杨磊            | 男   | 汉族       | 北京市体育局青少年体育处四级调研员                                                                         |
| 杨金奎          | 男   | 汉族       | 北京冬奥组委残奥会部部长                                                                                   |
| 杨洪琼          | 女   | 汉族       | 国家残奥越野滑雪和冬季两项队运动员                                                                         |
| 杨洪福          | 男   | 汉族       | 北京奥林匹克中心区管理委员会副主任、政工师                                                                 |
| 吴栋            | 男   | 汉族       | 北京冬奥组委奥运村部奥运村餐饮服务处干事                                                                   |
| 吴亮            | 男   | 汉族       | 河北省消防救援总队副处长                                                                                   |
| 吴海波          | 男   | 满族       | 阪泉综合服务中心运行办公室经理                                                                             |
| 何瑜            | 女   | 汉族       | 技术运行中心运行团队成绩值班经理                                                                           |
| 谷冉            | 女   | 汉族       | 北京青少年社会工作服务中心干部                                                                             |
| 谷爱凌          | 女   | 中美混血儿 | 国家自由式滑雪大跳台及坡面障碍技巧队、自由式滑雪U型场地队运动员                                            |
| 沈兴华          | 男   | 汉族       | 北京市公路事业发展中心（北京市高速公路联网收费结算中心）养护管理科科长                                     |
| 张帆            | 女   | 汉族       | 河北医科大学专职辅导员，张家口文创商街志愿者驻地团队志愿者                                                 |
| 张岩            | 男   | 满族       | 冬奥电力运行中心运行团队场馆秘书长                                                                         |
| 张浩            | 男   | 汉族       | 北京出入境边防检查总站执勤三大队执勤三队副队长                                                             |
| 张新            | 男   | 汉族       | 中国国际航空股份有限公司地面服务部副总经理                                                                 |
| 张艺谋          | 男   | 汉族       | 北京黎枫文化发展有限公司艺术总监                                                                           |
| 张雨婷          | 女   | 汉族       | 国家短道速滑队运动员                                                                                       |
| 张国海          | 男   | 汉族       | 北京市公安局治安总队副总队长、一级高级警长                                                                 |
| 张树峰          | 男   | 汉族       | 张家口市崇礼区委常委、常务副区长，二级调研员                                                               |
| 张艳飞          | 男   | 汉族       | 河北省商务厅服务贸易和商务服务业处一级主任科员                                                             |
| 张梦秋          | 女   | 汉族       | 国家残奥高山滑雪队运动员                                                                                   |
| 张淑珺          | 女   | 汉族       | 北京冬奥组委财务部收费卡管理处主管                                                                         |
| 陈志刚          | 男   | 汉族       | 张家口云顶场馆群人事副经理，张家口山地新闻中心场馆运行秘书长兼人事经理                                     |
| 陈荣钦          | 男   | 汉族       | 张家口云顶滑雪公园设施副经理                                                                               |
| 陈海妮          | 女   | 汉族       | 首都师范大学学生，北京冬奥组委总部志愿者                                                                   |
| 陈祥荽          | 女   | 汉族       | 北京冬奥会和冬残奥会运行指挥部服务保障组住宿服务主管                                                       |
| 武大靖          | 男   | 汉族       | 国家短道速滑队运动员                                                                                       |
| 范可新          | 女   | 汉族       | 国家短道速滑队运动员                                                                                       |
| 林存真          | 女   | 汉族       | 北京冬奥组委文化活动部形象景观处高级专家                                                                   |
| 周玉龙          | 男   | 汉族       | 张家口山地转播中心场馆运行秘书长                                                                           |
| 周丽霞          | 女   | 汉族       | 北京冬奥会和冬残奥会运行指挥部服务保障组餐饮供应和食品安全主管                                             |
| 周福全          | 男   | 汉族       | 北京冬奥组委秘书行政部综合处处长                                                                           |
| 郑鹏            | 男   | 汉族       | 国家残奥越野滑雪和冬季两项队运动员                                                                         |
| 郑红莉          | 女   | 汉族       | 北京冬奥组委市场开发部赞助商服务处干事                                                                     |
| 郑翼程          | 男   | 汉族       | 北京冬奥会和冬残奥会运行指挥部调度中心运行调度组经理                                                       |
| 项洁阳          | 男   | 汉族       | 机场运行团队接待台经理                                                                                     |
| 赵晴            | 女   | 汉族       | 火炬传递专项团队综合保障组对外联络经理                                                                     |
| 赵卫东          | 男   | 汉族       | 北京冬奥组委新闻宣传部部长、北京冬奥组委新闻发言人                                                         |
| 赵江涛          | 男   | 汉族       | 中共中央宣传部新闻局副局长                                                                                 |
| 趙宏博          | 男   | 满族       | 国家花样滑冰队教练                                                                                         |
| 赵学学          | 男   | 汉族       | 北京首都国际机场股份有限公司运行控制中心主管、工程师                                                       |
| 赵素京          | 女   | 汉族       | 中国残联理事、体育部主任                                                                                   |
| 赵焕刚          | 男   | 汉族       | 北京体育大学二七国家冰雪运动训练科研基地负责人，北体大冰雪运动运营管理有限公司总经理                       |
| 荣格            | 女   | 回族       | 国家单板滑雪大跳台及坡面障碍技巧队运动员                                                                   |
| 段佳丽          | 女   | 汉族       | 北京冬奥村（冬残奥村）运行团队公共卫生主管                                                                 |
| 段菊芳          | 女   | 汉族       | 国家体育馆场馆运行团队、五棵松体育中心场馆运行团队冰球项目竞赛主任                                         |
| 娄小晶          | 女   | 汉族       | 五棵松体育中心场馆运行秘书长                                                                               |
| 姚磊            | 男   | 汉族       | 北京冬奥会和冬残奥会运行指挥部奥运村运行保障组办公室副主任，北京冬奥村（冬残奥村）运行团队村长办公室副主任 |
| 贺晶            | 男   | 汉族       | 北京冬奥组委场馆管理部总体运行处主管                                                                       |
| 贺淑芳          | 女   | 汉族       | 北京冬奥组委法律事务部法务审核处处长                                                                       |
| 秦志伟          | 男   | 汉族       | 国家雪车雪橇中心场馆运行分中心经理                                                                         |
| 袁宝华          | 男   | 汉族       | 北京冬奥组委安保部场馆安全处干事                                                                           |
| 袁虹衡          | 男   | 汉族       | 北京日报社体育新闻部主任、高级记者                                                                         |
| 贾茂亭          | 男   | 汉族       | 张家口奥体建设开发有限公司党委副书记、总经理，高级工程师、一级建造师                                       |
| 徐夢桃          | 女   | 汉族       | 国家自由式滑雪空中技巧队运动员                                                                             |
| 高乔            | 男   | 汉族       | 首都精神文明建设委员会办公室首都精神文明促进中心一级主任科员                                               |
| 高坚            | 女   | 汉族       | 北京市卫生健康委党委委员、副主任，主治医师                                                                 |
| 高博            | 男   | 汉族       | 国家体育场运行团队媒体副主任，北京冬奥组委媒体运行部转播协调处处长                                         |
| 高月戎          | 女   | 汉族       | 张家口市商务局财务科科长、一级主任科员                                                                     |
| 高文彬          | 男   | 汉族       | 北京工业大学学生，北京冬奥村（冬残奥村）志愿者                                                             |
| 高亭宇          | 男   | 汉族       | 国家速度滑冰队运动员                                                                                       |
| 郭帅            | 男   | 汉族       | 北京冬奥组委志愿者部赛事服务处助理                                                                         |
| 曹建伟          | 男   | 汉族       | 张家口市筹办冬奥会工作领导小组办公室保障部部长，张家口市崇礼区委常委、副区长                               |
| 崔龙            | 男   | 汉族       | 国家高山滑雪中心场馆交通经理                                                                               |
| 康英            | 男   | 汉族       | 北京冬奥组委监察审计部采购监督处主管                                                                       |
| 梁霞            | 女   | 汉族       | 北京颁奖广场（延庆残奥颁奖广场）运行团队副秘书长兼颁奖仪式经理                                             |
| 梁景怡          | 男   | 汉族       | 国家残奥高山滑雪队运动员                                                                                   |
| 隋文静          | 女   | 汉族       | 国家花样滑冰队运动员                                                                                       |
| 董蕊            | 女   | 汉族       | 张家口古杨树场馆群运行副秘书长                                                                             |
| 董光磊          | 男   | 汉族       | 制服和注册中心运行团队制服发放经理                                                                         |
| 蒋灿            | 男   | 汉族       | 中国残疾人特殊艺术指导中心、中国残疾人艺术团作曲、演员、演奏员                                             |
| 韩平            | 男   | 汉族       | 延庆冬奥村（冬残奥村）监督组组员                                                                           |
| 韩聪            | 男   | 汉族       | 国家花样滑冰队运动员                                                                                       |
| 程征涛          | 女   | 汉族       | 河北省卫生健康委医疗评价指导中心副主任、副主任医师                                                         |
| 程淑洁          | 女   | 汉族       | 国家速滑馆场馆运行秘书长                                                                                   |
| 谢向辉          | 男   | 汉族       | 北京市医院管理中心党委常委、副主任，主任医师                                                               |
| 蔡永军          | 男   | 汉族       | 国家障碍追逐队领队，江苏省舜禹信息技术有限公司董事长                                                       |
| 潘骏            | 男   | 汉族       | 北京冬奥会和冬残奥会运行指挥部综合办公室秘书组成员                                                         |
| 潘晓智          | 男   | 汉族       | 首钢滑雪大跳台场馆运行团队通信中心经理                                                                     |
| 薛东            | 男   | 汉族       | 北京市石景山区电厂路小学校长、高级教师                                                                     |
| 冀雅君          | 女   | 汉族       | 河北北方学院专职辅导员，张家口古杨树场馆群志愿者主管                                                       |

## 轶事
习近平在大会上发表讲话时提到“香喷喷的豆包”后临时加入“谷爱凌是爱吃馅饼，外国人还爱吃饺子”的内容，引发热议。